# 2488 Bryan
2488 Bryan eller 1952 UT är en asteroid i huvudbältet, som upptäcktes 23 oktober 1952 av Indiana Asteroid Program vid Indiana University Bloomington med Goethe Link Observatory. Asteroiden har fått sitt namn efter William Lowe Bryan.
Asteroiden har en diameter på ungefär 4 kilometer.